# Stephanie Sandows
Stephanie Sandows (29 de octubre de 1991) es una actriz y presentadora de televisión sudafricana reconocida principalmente por su participación en las series de televisión Scandal! y MTV Shuga.

## Biografía
Sandows nació en 1990 y recibió su educación en la Universidad de Johannesburgo. Mientras realizaba sus estudios fue invitada por el equipo de producción de la serie Scandal! para que participara como extra.
Más adelante fue escogida como presentadora del programa infantil Craz-e al lado de Thulisile Phongolo y del programa de contenido religioso Bonisanani.
En 2015 fue seleccionada para interpretar el papel de Ingrid, la hija de Wesley Thompson (Zane Meas), en Scandal!, serie donde había realizado algunas apariciones como extra. Acto seguido fue incluida en el reparto de la serie juvenil MTV Shuga interpretando el papel de Tsholo. Años más tarde se reunió con sus compañeros de elenco para una edición especial del programa en 2019.

## Plano personal
Sandows inició una relación con el actor Hungani Ndlovu en 2016. Ndlovu, quien interpreta el papel de Romeo en Scandal!, la conoció en el set de grabación en 2015. La pareja se casó en febrero de 2019.